# Final Fun-Boy
「Final Fun-Boy」（ファイナルファンボーイ）は、2001年6月13日に発売された日本の歌手グループ、Folder5の5枚目のシングル。

## 解説
前作のSTAY…から3ヶ月ぶりのリリース。
表題曲でもあるFinal Fun-Boyは、ファミリーマートのCMソングに起用された。
初回限定盤のみトレーディングカード封入。

## 収録曲
1. Final Fun-Boy
作詞・作曲・編曲：PIPELINE PROJECT
2. 灼熱 〜SUMMER BIRTHDAY〜
作詞：小竹正人、作曲：坂基文彦、編曲：PIPELINE PROJECT
3. Final Fun-Boy (instrumental)
4. 灼熱 〜SUMMER BIRTHDAY〜 (instrumental)